# Rallye Dakar 1991

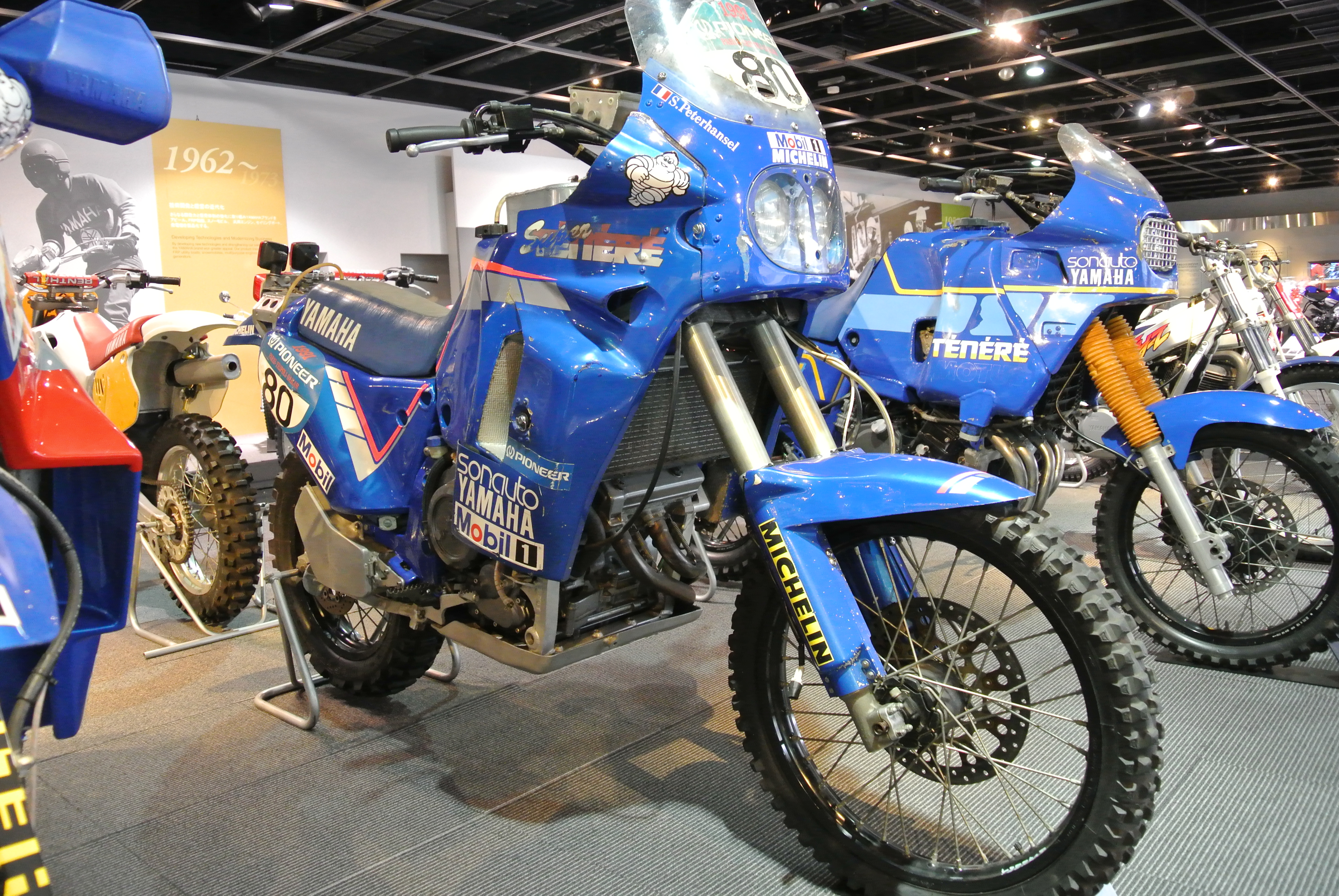
Siegerfahrzeug Yamaha YZE750T Super Ténéré von Stéphane Peterhansel

Die Rallye Dakar 1991 (Paris-Tripoli-Dakar) war die 13. Ausgabe der Rallye Dakar. Sie begann am 29. Dezember 1990 in Paris und endete am 17. Januar 1991 in Dakar.
Die Strecke führte über 9.186 km (davon 6.747 Wertungskilometer) durch Frankreich, Libyen, Niger, Mali, Mauretanien und Senegal.
An der Rallye nahmen insgesamt 406 Teilnehmer – 184 Autos, 113 Motorräder und 109 LKW teil.

## Endwertung

### Motorräder
|    | Fahrer               | Fahrzeug                    |
| -- | -------------------- | --------------------------- |
| 1. | Stéphane Peterhansel | Yamaha YZE750T Super Ténéré |
| 2. | Gilles Lalay         | Yamaha YZE750T Super Ténéré |
| 3. | Thierry Magnaldi     | Yamaha YZE750T Super Ténéré |

### PKW
|    | Fahrer               | Fahrzeug                    |
| -- | -------------------- | --------------------------- |
| 1. | Ari Vatanen          | Citroën                     |
| 2. | Pierre Lartigue      | Mitsubishi Pajero Evolution |
| 3. | Jean-Pierre Fontenay | Mitsubishi Pajero Evolution |

### LKW
Im Jahr 1991 gab es offiziell keine Einzelwertung für LKW, diese wurden zusammen mit den PKW gewertet.
|    | Fahrer          | Fahrzeug |
| -- | --------------- | -------- |
| 1. | Jacques Houssat | Perlini  |
| 2. | Wladimir Golzow | Kamaz    |
| 3. | Joel Tammeka    | Kamaz    |